# Pljus odin
Pljus odin (russisk: Плюс один) er en russisk spillefilm fra 2008 af Oksana Bytjkova.

## Medvirkende
- Madlen Dzjabrailova som Masja
- Jethro Skinner som Tom
- Vladimir Ilin som Pjotr Nikolajevitj
- Jevgenij Tsyganov
- Pavel Derevjanko